# Regeringen Castex
Regeringen Castex var den 42:e regeringen under den femte franska republiken. Den leddes av Jean Castex, och efterträdde den andra regeringen Philippe, som avgick i juli 2020. Regeringen tjänade under Emmanuel Macron som Frankrikes president. Den tillträdde 3 juli 2020, då Jean Castex utsågs till ny premiärminister. Det var den tredje regeringen under Emmanuel Macron, och ersattes när Élisabeth Borne efterträdde Castex som premiärminister.

## Ministrar
- Premiärminister: Jean Castex
- Utrikes- och Europaminister: Jean-Yves Le Drian
- Miljöminister: Barbara Pompili
- Utbildningsminister: Jean-Michel Blanquer
- Finansminister: Bruno Le Maire
- Försvarsminister: Florence Parly
- Inrikesminister: Gérald Darmanin
- Arbetsmarknadsminister: Élisabeth Borne
- Minister för regional sammanhållning: Jacqueline Gourault
- Justitieminister: Éric Dupond-Moretti
- Kulturminister: Roselyne Bachelot
- Minister för Frankrikes utomeuropeiska departement: Sébastien Lecornu
- Hälsominister: Olivier Véran
- Havsminister: Annick Girardin
- Minister för högre utbildning, forskning och innovation: Frédérique Vidal
- Jordbruks- och livsmedelsminister: Julien Denormandie
- Civilminister: Amélie de Montchalin

## Fullständig förteckning

### Ministrar
|  | Titel                                                                     | Namn                 | Parti             |  |
|  | ------------------------------------------------------------------------- | -------------------- | ----------------- |  |
|  | Premiärminister                                                           | Jean Castex          | LaREM             |  |
|  | Europa- och utrikesminister                                               | Jean-Yves Le Drian   | TDP               |  |
|  | Miljöminister (minister med ansvar för ekologisk och social transition)   | Barbara Pompili      | PÉ-LaREM          |  |
|  | Utbildningsminister                                                       | Jean-Michel Blanquer | LaREM             |  |
|  | Ekonomi- och finansminister                                               | Bruno Le Maire       | LaREM             |  |
|  | Social- och hälsominister                                                 | Olivier Véran        | LaREM             |  |
|  | Försvarsminister                                                          | Florence Parly       | Oberoende vänster |  |
|  | Justitieminister                                                          | Éric Dupond-Moretti  | Oberoende vänster |  |
|  | Arbetsmarknadsminister                                                    | Élisabeth Borne      | LaREM             |  |
|  | Jordbruks- och livsmedelsminister                                         | Julien Denormandie   | Oberoende vänster |  |
|  | Inrikesminister                                                           | Gérald Darmanin      | LaREM             |  |
|  | Minister för regional sammanhållning och relationer med regionala enheter | Jacqueline Gourault  | MoDem             |  |
|  | Kulturminister                                                            | Roselyne Bachelot    | Oberoende höger   |  |
|  | Minister med ansvar för statlig förvaltning                               | Amélie de Montchalin | LaREM             |  |
|  | Minister med ansvar för Frankrikes utomeuropeiska områden                 | Sébastien Lecornu    | LaREM             |  |
|  | Havsminister                                                              | Annick Girardin      | MRSL              |  |
|  | Minister för högre utbildning, forskning och innovation                   | Frédérique Vidal     | LaREM             |  |

### Konsultativa statsråd
|  | Titel                                                                                            | Namn                   | Parti             |   |
|  | ------------------------------------------------------------------------------------------------ | ---------------------- | ----------------- | - |
|  | Minister med ansvar för relation till parlament och medborgardialog (svarar till statsministern) | Marc Fesneau           | MoDem             |   |
|  | Jämställdhets- och mångfaldsminister (svarar till premiärministern)                              | Elisabeth Moreno       | Etikettlös        |   |
|  | Minister med ansvar för handel och konkurrenskraft (svarar till utrikes- och Europaministern)    | Franck Riester         | Agir              |   |
|  | Bostadsminister (svarar till ministern för social och ekologisk transition)                      | Emmanuelle Wargon      | TDP               |   |
|  | Transportminister (svarar till ministern för social och ekologisk transition)                    | Jean-Baptiste Djebbari | LaREM             |   |
|  | Minister med ansvar för offentliga räkenskaper (svarar till finansministern)                     | Olivier Dussopt        | TDP               |   |
|  | Indusriminister (svarar till finansministern)                                                    | Agnès Pannier-Runacher | LaREM             |   |
|  | Minister med ansvar för små och medelstora företag (svarar till finansministern)                 | Alain Griset           | Etikettlös        | ' |
|  | Sportminister (svarar till utbildningsministern)                                                 | Roxana Maracineanu     | Oberoende vänster |   |
|  | Minister med ansvar för hågkomst och stupade soldater (svarar till försvarsministern)            | Geneviève Darrieussecq | MoDem             |   |
|  | Medborgarskapsminister (svarar till inrikesministern)                                            | Marlène Schiappa       | LaREM             |   |
|  | Integrationsminister (svarar till arbetsmarknadsministern)                                       | Brigitte Klinkert      | Oberoende center  |   |
|  | Stadsminister (svarar till ministern för regional sammanhållning)                                | Nadia Hai              | LaREM             |   |
|  | Minister med ansvar för autonomi (svarar till hälsoministern)                                    | Brigitte Bourguignon   | LaREM             |   |

### Statssekreterare
|  | Titel                                        | Namn          | Parti |  |
|  | -------------------------------------------- | ------------- | ----- |  |
|  | Statssekreterare, talesperson för regeringen | Gabriel Attal | LaREM |  |